# Карл Бари Шарплес
Карл Бари Шарплес (на английски: Karl Barry Sharpless) е американски химик, лауреат на Нобелова награда за химия от 2001 г. заедно с Рьоджи Нойори и Уилям Ноулс за работата му по стереоселективните реакции и отново през 2022 година с Керълин Бъртози и Мортен Мелдал за разработването на клик химията и биоортогоналната химия.

## Ранен живот и образование
Шарплес е роден на 28 април 1941 г. във Филаделфия, Пенсилвания. Завършва средното си образование през 1959 г. и продължава обучението си в колежа „Дартмут“. През 1963 г. получава бакалавърска степен, а през 1968 г. вече е доктор по химия от Станфордския университет. Продължава с постдокторантска работа в Станфорд до 1969 г., а от 1969 до 1970 г. – в Харвардския университет.

## Научна дейност
Шарплес е професор в Масачузетския технологичен институт през 1970 – 1977 г. и 1980 – 1990 г., а през 1977 – 1980 г. – в Станфордския университет. От 1990 г. е професор към изследователския институт „Скрипс“.
Шарплес се занимава със стереоселективните оксидационни реакции и доказва, че образуването на инхибитор с фемтомоларно действие може да се катализира чрез ензима ацетилхолинестераза, започвайки с азид и алкин. Той открива няколко химични реакции, които превръщат асиметричния синтез от научна фантастика в относителна рутина.
През 2001 г. споделя Нобелова награда за химия с Рьоджи Нойори и Уилям Ноулс за работата си по хирално катализирани оксидационни реакции (епоксидация на Шарплес, асиметрична дихидроксилация на Шарплес, амоксидация на Шарплес). Екипът му също успешно епоксидира (използвайки рацемат на винена киселина) фулеренова топка, използвайки p-крезол като разтворител.
През 1998 г. Шарплес въвежда термина „клик химия“, която включва поредица силно селективни, екзотермични реакции, които протичат под умерени условия.
През 2019 г. Шарплес е награден с медала „Пристли“ от Американското химическо общество за „изобретяването на методи за каталитична асиметрична оксидация, понятието на клик химията и разработването на реакция за азид-алкиново циклоприсиединяване, катализирана с мед“.

## Личен живот
Шарплес е женен за Джан Дюзър от 1965 г. и имат три деца. През 1970 г. ослепява с едното око в лабораторен инцидент, малко след като постъпва на работа в Масачузетския технологичен институт.